# Richard Austen Butler
Richard Austen Butler, född den 9 december 1902 i Attock Serai i Brittiska Indien, död den 8 mars 1982 i Great Yeldham i Essex i Storbritannien, var brittisk konservativ politiker. Han var en av två som lett tre av de fyra stora departementen i brittiska regeringen (finans-, inrikes- och utrikesdepartementen), men aldrig nått premiärministerposten.

## Biografi
Född i Indien i det som idag är Punjab i Pakistan kom han till England där han studerade vid Marlborough College och Pembroke College, Cambridge, där han var ledare för Cambridge Union Society under sitt tredje år och tog som nyvald ordförande debatt med oppositonsledaren Stanley Baldwin. Han inriktade sina studier på Sir Robert Peel, en man vars handlingar hade splittrat det konservativa partiet och som kan ha haft stor inverkan på Butlers senare politiska bana.
Efter en kort tid som handledare vid Cambridge valdes han som ledamot i parlamentet för Saffron Walden i valet 1929. Han höll denna plats fram till sin pensionering 1965.
Butler innehade en rad biträdande ministerposter under 1930-talet, där han ofta fick ta kontroversiella beslut. År 1941 fick han sitt första uppdrag på kabinettsnivå då han av Winston Churchill utsågs till ordförande i Board of Education. Han var samtidigt ordförande för krigskabinettets kommitté för Control of Official Histories. I slutet av andra världskriget tjänstgjorde han en kort tid som arbetsminister i Churchills expeditionsministär.
Efter att det konservativa partiet förlorat parlamentsvalet 1945 kom Butler att framstå som den mest framstående personen under återuppbyggnaden av partiet, och han tjänstgjorde under en rekordlång period som ordförande för Conservative Research Department åren 1945 – 64.
När de konservativa återtog makten 1951, blev Butler finansminister och som sådan fortsatte han i stor utsträckning den ekonomiska politik som företrädare från labour, Hugh Gaitskell, bedrivit. Detta var en del av efterkrigstidens politiska enighet med en blandekonomi enligt keynesiansk modell.
När Macmillan övertog posten som premiärminister 1957 utsåg han Butler som inrikesminister, en post som han höll i fem år, där han än en gång visade prov på sina radikala reformer genom ett antal lagar. Han hade under denna tid också under olika perioder sidouppdrag, bland annat som partiets gruppledare i underhuset och ordförande för konservativa partiet.
Vid en regeringsombildning 1962 fick Butler de formella titlarna vice premiärminister och First Secretary of State. Efter en regeringsombildning 1963 utsågs han till utrikesminister och behöll denna post fram till de konservativas valförlust 1964.
När Butler vid 62 års ålder pensionerade sig från politiken kunde han se tillbaka på en av samtidens längsta karriärer på ministernivå. Han höll sin plats i underhuset till 1965 då han utsågs till Master of Trinity College, Cambridge. Samma år adlades han som Baron Butler of Saffron Walden. Vid tiden för hans avgång från parlamentet var han den medlem som den längsta kontinuerliga tiden som ledamot i underhuset.
Butler fungerade också aktivt som den första kanslern av University of Essex från 1966 till sin död 1982 på Great Yeldham, Essex. Han är begravd vid församlingskyrkan St. Mary the Virgin i Saffron Walden.